# Idaea lusohispanica
Idaea lusohispanica is een vlinder uit de familie spanners (Geometridae). De wetenschappelijke naam is voor het eerst geldig gepubliceerd in 1991 door Herbulot.
De soort komt voor in Europa.